# Gamcheon Culture Village
Gamcheon Culture Village (Hangul: 감천문화마을) est une ville du district de Gamcheon-dong (en) en Corée du Sud. 

## Description
Gamcheon Culture Village est connue pour ses rues escarpées, ses ruelles sinueuses et ses maisons aux couleurs vives, qui ont été restaurées et améliorées ces dernières années pour attirer le tourisme. Pour que le village puisse renaître en tant que centre culturel, le district de Saha a reçu des fonds de divers bureaux gouvernementaux pour la régénération urbaine. Après avoir peint ses murs avec une nouvelle couche de peinture et placé des œuvres d'art dans toute la zone, le village a reçu son nouveau nom. Les efforts de rénovation ont atteint leur apogée avec le succès du projet de préservation de la résidence Empty House. Le village a été réhabilité comme le lieu le plus coloré et artistique de Busan.